# Orthocladius rivinus
Orthocladius rivinus är en tvåvingeart som beskrevs av Jean-Jacques Kieffer 1915. Orthocladius rivinus ingår i släktet Orthocladius och familjen fjädermyggor. Arten har ej påträffats i Sverige. Inga underarter finns listade i Catalogue of Life.